# Rovnováha (Star Trek: Stanice Deep Space Nine)
Rovnováha (v anglickém originále Equilibrium; v původním českém překladu Ekvilibrium) je v pořadí čtvrtá epizoda třetí sezóny seriálu Star Trek: Stanice Deep Space Nine.

## Příběh
Při večeři pro důstojníky pořádané komandérem Siskem zkusí Jadzia zahrát na Jakeovy klávesy. Podle jejího tvrzení ona ani žádný předcházející hostitel Daxe neměl hudební nadání, ale i tak dokáže zahrát část neznámé skladby. Jadziino chování se prudce mění, stává se agresivní a popudlivou, a rovněž ji začínají trápit halucinace postavy s maskou. Doktor Bashir při vyšetření zjistí nízkou hladinu izoboraminu; to by vedlo k odvržení symbionta a smrti obou dvou.
Jadzia spolu se Siskem a Bashirem cestují na planetu Trill. I přes okamžitou léčbu se však Jadzii vracejí nové halucinace. Jeden ze strážců nespojených symbiontů tvrdí, že se v případě Jadzii nejedná o halucinace, ale o vzpomínky některého z hostitelů. Počítač vypátrá autora skladby, kterou Jadzia hrála; ta má při pohledu na jeho fotografii vizi a upadá do šoku.
Sisko a Bashir vypátrají, že Komise pro symbiózu, která je zodpovědná za přidělování symbiontů, provedla před mnoha lety riskantní pokus, který nevyšel. Následkem toho má symbiont Dax zablokovanou část paměti, což Komise nechce přiznat. Hodlá symbionta přesunout do nového hostitele, což by Jadzii zabilo. Sisko vyhrožuje, že celý případ zveřejní. To by znamenalo destabilizaci trillské společnosti, protože spojení se symbionty je schopna skoro polovina Trillů a stal by z něj obyčejný obchod. Komise ustupuje a umožňuje Jadzii vstoupit do nádrže se symbionty, kteří uvolňují paměťový blok.

## Zajímavosti
- První se setkání s Joranem, jedním z hostitelů symbionta Daxe. Rovněž je poprvé ukázána domovská planeta Trillů.
- Před touto epizodou proběhly částečné změny vzhledu můstku Defiantu.